# Pausa ribosómica

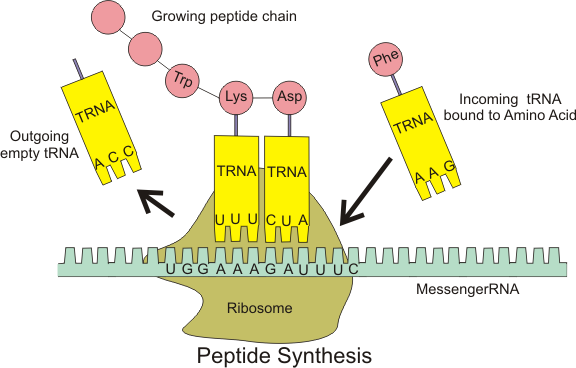
El ribosoma ensambla moléculas de proteína poliméricas cuyas secuencia está controlada por la secuencia de moléculas de ARN mensajero. Esto es requerido por todas las células vivientes y virus asociados.

La pausa ribosómica se refiere al apilamiento de ribosomas durante la traducción de la secuencia de nucleótidos de mRNA. Estos mRNA son decodificados y convertidos a una secuencia de aminoácido durante la síntesis de proteínas por los ribosomas. Dentro del ribosoma, moléculas de ARN de transferencia reconocen codones trinucleótidos específicos en el mRNA, y añaden sus aminoácidos cognados a las cadenas de proteína nacientes.

Se sabe desde la década de 1980 que diferentes mRNAs se traducen a diferentes velocidades. Se piensa que la razón principal para estas diferencias es la concentración existente de variedades más raras de tRNA que limitan la velocidad en que algunos mRNA pueden ser decodificados.

## Efectos sobre la expresión de genes
Durante la síntesis de proteína, condiciones rápidamente cambiantes en la célula pueden causar una pausa ribosómica. En bacterias y virus, esto puede afectar la rapidez de crecimiento y provocar una detención de la traducción. Esto libera el ribosoma del mRNA y el polipéptido incompleto es apuntado para su destrucción.
En eucariotas, las pausas ribosómicas pueden iniciar un proceso análogo el cual provoca un ataque endonucleolítico del mRNA, un proceso denominado decadencia restringida del ARN mensajero . Las pausas ribosómicas también ayuda al plegado cotraducción de los polipéptidos nacientes en el ribosoma y retrasa la traducción de proteínas mientras su mRNA se codifica. Esto puede provocar un cambio en el cuadro de lectura ribosómico.